# استلا جانگ
استلا جانگ (به انگلیسی: Stella Jang) با نام اصلی جانگ سئونگ-یون (به انگلیسی: Jang Seong-eun) (زاده  ۱۸ نوامبر ۱۹۹۱) خواننده و ترانه‌سرا اهل کره جنوبی است.